# Puras
Puras település Spanyolországban, Valladolid tartományban. Puras Fuente de Santa Cruz, Santiuste de San Juan Bautista, Montejo de Arévalo, Ataquines és Almenara de Adaja községekkel határos. Lakosainak száma 45 fő (2024).

## Népesség
A település népessége az utóbbi években az alábbiak szerint változott:
| Lakosok száma | 64   | 63   | 58   | 57   | 52   | 54   | 50   | 46   | 44   | 45   |
|               | 2001 | 2004 | 2007 | 2009 | 2012 | 2014 | 2017 | 2019 | 2022 | 2024 |